# Edward William Lane
Edward William Lane (Hereford, 17 settembre 1801 – Worthing, 10 agosto 1876) è stato un orientalista, arabista, traduttore e lessicografo britannico.
Lane era il terzo figlio del Rev. Dr Theopilus Lane, e nipote di Thomas Gainsborough per parte materna. Dopo la morte del padre nel 1814 frequentò le scuole medie a Bath e poi a Hereford, dove mise in luce un talento particolare per la matematica. Visitò Cambridge, ma non s'iscrisse in alcuno dei suoi college.
Invece Lane andò a Londra, dove raggiunse il fratello Richard e studiò con lui l'arte dell'incisione. Allo stesso tempo avviò gli studi di arabo da autodidatta. Quando cominciò ad avere problemi di salute, per curarsi, ma anche per intraprendere una nuova attività, decise di salpare alla volta dell'Egitto. Durante il soggiorno londinese assistette ad una conferenza tenuta da Giovanni Battista Belzoni e fu probabilmente questa che fece maturare in lui l'interesse per l'antico Egitto.

## Egitto
Giunse ad Alessandria nel settembre del 1825, e subito proseguì per Il Cairo. Rimase in Egitto, che a quei tempi faceva parte dell'impero ottomano, per 2 anni e mezzo, mescolandosi con la popolazione locale, vestendosi come un turco (che era l'etnia della classe dominante) e annotando ogni cosa che vedeva e ascoltava. Nella Vecchia Cairo (Fustat) egli visse presso la Bāb al-Ḥadīd (Porta di Ferro), e studiò l'arabo con diversi insegnanti tra cui Shaykh Muhammad ʿAyyād al-Tantawī (1810–1861), che più tardi fu invitato ad insegnare a San Pietroburgo in Russia. Tornò in Inghilterra, nell'autunno del 1828, con tutte le annotazioni che aveva raccolto.
La sua iniziale ambizione era quella di pubblicare una grande opera dal titolo Description of Egypt, riguardante tutto ciò che sopravviveva dell'Egitto antico a quei tempi. L'editore londinese John Murray (1778-1843) mostrò dapprima il suo interesse nel pubblicare il voluminoso progetto , ma poi ci ripensò e gli consigliò di ampliare uno dei capitoli del testo originale e farne un libro. Il risultato fu Manners and Customs of the Modern Egyptians (1836), pubblicato dalla Society for the Diffusion of Useful Knowledge, il cui stile fu in parte influenzato da The Natural History of Aleppo (1756) di Alexander Russell. Il libro diventò un bestseller (è ancora pubblicato ai giorni nostri) e gli diede una buona fama, tanto da indurlo a tornare in Egitto per radunare materiale utile ad ampliare e rivedere l'opera.
Lane si rese conto che le sue ricerche erano limitate, era contrario alla cultura locale del tempo che gli stranieri parlassero con le donne egiziane, quindi non aveva potuto fornire un verosimile resoconto sulla condizione femminile, e questo era un aspetto della vita egiziana che suscitava particolare interesse tra i suoi lettori.  Tutto quanto aveva appreso a tale riguardo gli era stato comunicato dagli uomini:
(Edward William Lane)
Per ottenere ulteriori informazioni qualche anno dopo invitò in Egitto la sorella Sophia Lane Poole, che poté accedere alle aree riservate alle sole donne, come gli ḥarīm e i bagni turchi, e gli riferì ciò che aveva scoperto. L'opera che ne seguì fu intitolata The Englishwoman in Egypt: Letters from Cairo, written during a residence there in 1842, 3 & 4, with E.W. Lane Esq., Author of "The Modern Egyptians" By His Sister., in cui il nome della sorella non comparve. The Englishwoman in Egypt contiene ampie parti del lavoro inedito di Lane, modificate in modo tale da farle sembrare scritte dalla sorella, e naturalmente comprende le esperienze personali dirette della Poole negli ḥarīm, il cui accesso era vietato ai visitatori maschi.

## Mille e una notte
Il successivo importante impegno di Lane fu la traduzione delle Mille e una notte. La sua prima versione fu pubblicata in tre volumi nel 1840. Un'edizione revisionata uscì nel 1859. Le annotazioni enciclopediche furono pubblicate dopo la sua morte, nel 1883, dal suo bisnipote Stanley Lane-Poole, sotto il titolo Arabian Society in the Middle Ages. La versione di Lane fu espurgata e illustrata da William Harvey.
La qualità della sua traduzione fu oggetto di controverse critiche, mentre Lane giudicò le sue Mille e una notte un lavoro edificante.

## Matrimonio
Nel 1840 sposò Nafisa, una donna greco-egiziana che gli era stata presentata (o che forse era stata acquistata da lui come schiava) quando era una bambina di appena 8 anni, alla quale aveva garantito una buona istruzione.

## Il dizionario Arabo-Inglese
Dal 1842 Lane fu totalmente immerso fino alla sua morte, nel 1876, nella stesura del suo monumentale dizionario Arabic-English Lexicon, trovò comunque il tempo per scrivere vari articoli per la rivista della Deutsche Morgenländische Gesellschaft.

## Altri lavori
Il suo Selections from the Kur'an fu stampato nel 1843 e non ottenne un successo né di critica né di pubblico.
Lane non ebbe la possibilità di completare il dizionario arabo-inglese, era giunto alla lettera Qāf, la ventunesima dell'alfabeto, quando morì nel 1876.
Nel 1854 un lavoro anonimo, intitolato The Genesis of the Earth and of Man, fu pubblicato da suo nipote Reginald Stuart Poole e talvolta viene erroneamente attribuito a lui.
La parte di Description of Egypt riguardante la storia e la topografia antica del Cairo, basata sull'opera di al-Maqrizi e sulle sue stesse osservazioni, fu rivista da Reginald Stuart Poole nel 1847 e pubblicata nel 1896 con il titolo Cairo Fifty Years Ago.
L'intera Description of Egypt fu per la prima volta pubblicata nel 2000 dalla Università Americana del Cairo e ha riscosso un successo tale che è già arrivata alla terza edizione.
Lane morì il 10 agosto 1876 e fu sepolto nel West Norwood Cemetery.